# Lagrange, Territorio di Belfort
Lagrange là một làng và xã tại tỉnh Territoire de Belfort, vùng Bourgogne-Franche-Comté, đông bắc Pháp.

## Thông tin nhân khẩu
Theo điều tra nhân khẩu năm 2022, xã này có dân số 139.